# Dublin Writers Museum

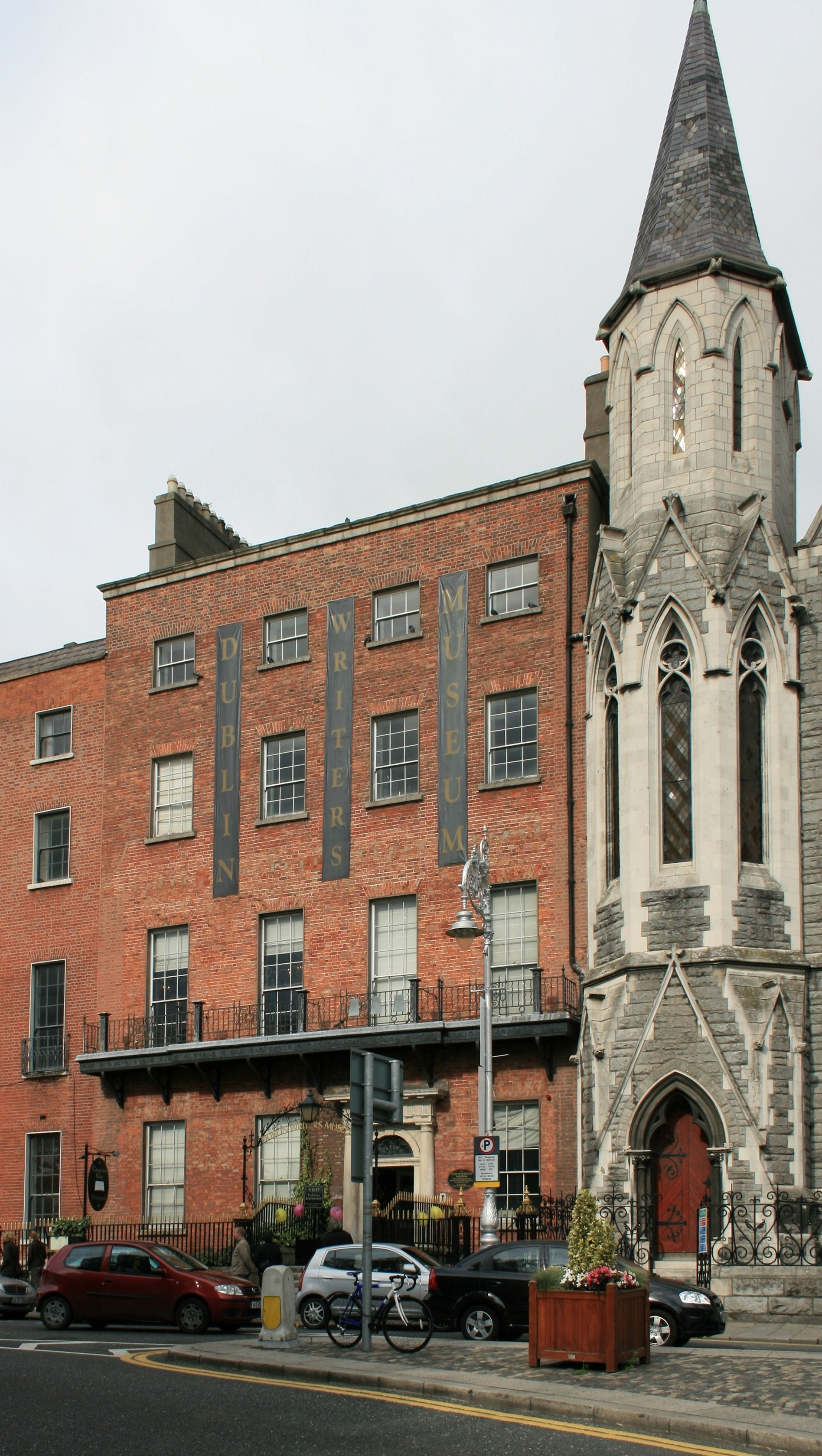
Dublin Writers Museum

Das Dublin Writers Museum ist ein Literaturmuseum der Republik Irland in der Hauptstadt Dublin. 

## Geschichte
Die Idee eines Writers Museum wurde von dem irischen Journalisten und Direktor der nationalen Rundfunkanstalt Raidió Teilifís Éireann Maurice Gorham (1902–1975) lange vor seinem Ableben formuliert. Das Museum wurde gegründet, um Interesse zu fördern durch die Sammlung von Werken und Dokumenten über die Tätigkeiten in der irischen Literatur als Ganzes und um das Leben und Wirken einzelner irischer Schriftsteller darzustellen. 
Das Museum wurde im November 1991 eröffnet. Es befindet sich, gegenüber dem Garden of Remembrance, in einem denkmalgeschützten Gebäude im Georgianischen Stil aus dem frühen 18. Jahrhundert am Parnell Square Nord in der Nähe zur Abbey Presbyterian Church in Dublin. 
Das Dublin Writers Museum vermittelt heute einen Überblick über die gesamte Geschichte der irischen Literatur. Die Museumsräume beherbergen mehrere Bibliotheken, Galerien und den Administrationsbereich. Neben der Bibliothek im Untergeschoss befinden sich der Salon sowie die Galerie der bekannten Schriftsteller mit ihren Porträts und Büsten. Dieser Raum wird auch für Empfänge, Sonderausstellungen und besondere Anlässe genutzt. Eine Treppe führt zu den Ausstellungsräumen im ersten Stock. Dort werden Wechselausstellungen gezeigt. Ein weiterer Nebenraum ist der Kinderliteratur gewidmet. Im Erdgeschoss befinden sich ein Buchladen und ein Restaurant.
Durch die Zusammenarbeit mit dem irischen Schriftstellerzentrum bietet das Dublin Writers Museum auch einen Überblick über das Wirken lebender Schriftsteller und der damit verbundenen internationalen Literaturszene. Auf nationaler Ebene ist es das Zentrum der irischen Literaturgeschichte und wird komplettiert durch Werke wie zum Beispiel von George Bernard Shaw, William Butler Yeats, Austin Clarke und Patrick Pearse. Die im Museum vorgestellten Autoren sind hauptsächlich diejenigen, die einen wichtigen Beitrag zur irischen oder internationalen Literatur geleistet haben. 
Unter den Stiftungen gibt es einige Dinge aus dem persönlichen Besitz irischer Schriftsteller wie der Lady Gregory, Austin Clarkes Schreibtisch, Samuel Becketts Telefon, Mary Josephine Lavins Teddybär, Auszeichnungen Oliver Gogartys (der seinerseits 1878 in Sichtweite des heutigen Museums am heutigen Parnell Square East geboren wurde) und Brendan Behans Gewerkschafts-Karte, komplett mit Fingerabdrücken. Des Weiteren finden sich alte Schreibmaschinen, Gerätschaften, Handnotizen sowie weitere Manuskripte einstiger Schriftsteller.